# Ejby Station
Ejby Station er en jernbanestation i Ejby.